# Терьохін Микола Іванович
Микола Іванович Терьохін (нар. 25 грудня 1901 — 27 грудня 1978) — радянський військовик, Герой Радянського Союзу (1945).

## Біографія
Народився 25 грудня 1901 року в селі Тургень (нині Єнбекшиказахський район Алматинської області Казахстану) у селянській родині. Росіянин. Освіта неповна середня. Працював у колгоспі.
Брав участь у Громадянській війні.
З 1920 року в лавах РСЧА. Закінчив Оренбурзьку кавалерійську школу в 1924 році. У 1926 році вступив до ВКП(б).
З червня 1941 року брав участь в німецько-радянській війні. Воював і на теренах України, зокрема керував переправою своїх підрозділів у бойових умовах в битві за Дніпро.
З 18 квітня по 2 травня 1945 року 4-й гвардійський кавалерійський полк (2-га гвардійська кавалерійська дивізія, 1-й гвардійський кавалерійський корпус, 1-й Український фронт) під командуванням гвардії підполковника Терьохіна з боями пройшов 150 км і успішно форсував річку Одер, Нейсе, Шпрее та Ельба. 
Після війни продовжував службу в армії.
З 1954 року у званні полковника вийшов у запас. Жив в Алмати.

## Звання та нагороди
27 червня 1945 року Миколі Івановичу Терьохіну присвоєно звання Героя Радянського Союзу.
Також нагороджений:
- 2-ма орденами Леніна
- 3-ма орденами Червоного Прапора,
- орденом Олександра Невського
- орденом Вітчизняної війни 2 ступеня
- медалями